# فیصل علوی
فیصل علوى سعد (۷ فوریه ۱۹۴۹–۲۰۱۰) خواننده و هنرمندی یمنی و نوازنده عود در شبه جزیره عربستان و کشورهای خلیج است.